# Кларксдейл (Міссісіпі)
Кларксдейл (англ. Clarksdale) — місто (англ. city) в США, в окрузі Коагома штату Міссісіпі. Населення — 14 903 особи (2020).

## Географія
Кларксдейл розташований за координатами 34°11′51″ пн. ш. 90°34′24″ зх. д. / 34.19750° пн. ш. 90.57333° зх. д. (34.197415, -90.573290).  За даними Бюро перепису населення США в 2010 році місто мало площу 35,98 км², з яких 35,97 км² — суходіл та 0,02 км² — водойми.

## Демографія
Згідно з переписом 2010 року, у місті мешкали 17 962 особи в 6529 домогосподарствах у складі 4346 родин. Густота населення становила 499 осіб/км².  Було 7258 помешкань (202/км²).
Расовий склад населення:
| - 79,0 % — чорних або афроамериканців - 19,5 % — білих - 0,6 % — азіатів - 0,1 % — корінних американців |

До двох чи більше рас належало 0,5 %. Частка іспаномовних становила 0,9 % від усіх жителів.
За віковим діапазоном населення розподілялося таким чином: 30,6 % — особи молодші 18 років, 57,1 % — особи у віці 18—64 років, 12,3 % — особи у віці 65 років та старші. Медіана віку мешканця становила 32,0 року. На 100 осіб жіночої статі у місті припадало 81,5 чоловіків;  на 100 жінок у віці від 18 років та старших — 74,5 чоловіків також старших 18 років.
Середній дохід на одне домашнє господарство  становив 38 386 доларів США (медіана — 28 988), а середній дохід на одну сім'ю — 43 328 доларів (медіана — 33 294). Медіана доходів становила 30 930 доларів для чоловіків та 28 296 доларів для жінок. За межею бідності перебувало 35,0 % осіб, у тому числі 45,4 % дітей у віці до 18 років та 18,3 % осіб у віці 65 років та старших.
Цивільне працевлаштоване населення становило 5836 осіб. Основні галузі зайнятості: освіта, охорона здоров'я та соціальна допомога — 34,4 %, мистецтво, розваги та відпочинок — 14,0 %, роздрібна торгівля — 11,6 %, виробництво — 10,2 %.